# امیر آجرلو
امیر آجرلو ریاضی‌دان اهل ایران است.
او در سال‌های ۱۹۹۸ و ۱۹۹۹ موفق به کسب مدال طلای المپیاد جهانی ریاضی شده‌است. وی در سال اول حضور خود در این مسابقات ۳۴ و در سال دوم ۳۳ امتیاز از ۴۲ امتیاز ممکن را کسب کرد. وی پس از این موفقیت ها به ایلات متحده آمریکا مهاجرت کرد و در آنجا نیز به موفقیت های چشمگیری دست یافت. همچنین معلم این ریاضی دان بزرگ آقای پیمان قاعمی است
آجرلو هم‌چنین نویسندهٔ کتاب‌های ریاضی و المپیاد است.

## آثار
- هندسه اعداد مختلط، دانش‌پژوهان جوان، ۱۳۸۳، به همراه مهران احمدلو
- مسایل برگزیده ریاضی از سراسر دنیا، راس هانسبرگر، خوشخوان، ۱۳۸۵، ترجمه
- مسایل پیشنهادی برای المپیاد جهانی ریاضی استرالیا به علاوه المپیادهای آزمایشی ویژه مرحله دوم، به همراه مهران احمدلو، دانش‌پژوهان جوان، ۱۳۸۳
- المپیادهای ریاضی کشورهای مختلف ۱۹۹۷، تیتو آندرسکو، دانش‌پژوهان جوان، ۱۳۹۰، ترجمه به همراه مجتبی نادری
- مسائل پیشنهادی برای المپیادهای بین‌المللی ریاضی ۲۰۰۱ - ۱۹۹۵ دانش‌پژوهان جوان، ۱۳۹۰، گرداورنده به همراه بهزاد خزایی
- المپیادهای مقدماتی ریاضی: مرحله اول "از ابتدا تا کنون" دانش‌پژوهان جوان، ۱۳۸۴
- دوره‌های اخیر المپیادهای شیمی و ریاضی به همراه المپیادهای آزمایش دانش‌پژوهان جوان، ۱۳۸۳، به همراه محمد نجم زاده، مهدی شیردل و محمد شاهی
- المپیادهای ریاضی ایران: مرحله اول "از ابتدا تا کنون" دانش‌پژوهان جوان، ۱۳۸۴
- المپیادهای ریاضی ایران از ابتدا تا کنون، مرحلهٔ اول فروغ ولایت، ۱۳۸۱